# Hindutva

Mapa de la India que muestra en porcentajes la población hinduista por estados. Nótese cómo el hinduismo es la religión mayoritaria, aunque no la única.

El hindutva (en hindi, हिन्दुत्व pronunciado [ɦɪ̃n.dʊt.wə], literalmente «hinduidad», «calidad de hindú») se define, en un sentido religioso, como el espíritu hinduista (हिन्दु भावना hindu bhāvana) o el sentido de ser hindú (हिन्दु होने का भाव hindu hone ka bhāv), aunque actualmente se identifica como término político para referirse al nacionalismo hindú, que identifica a la India con el hinduismo y el hinduismo con la India, a pesar de que India es un país muy diverso con muchas más religiones y culturas aparte de la mayoría hindú. La palabra fue popularizada por el político Vinayak Dámodar Savarkar en 1923.

## Definición
El hindutva es defendido por multitud de organizaciones políticas nacionalistas, como la Asociación Patriótica Nacional (RSS), el Consejo Mundial Hindú (VHP) y el Partido Popular Indio (BJP) entre otras, colectivamente llamadas Sangh Parivar (संघ परिवार «la Familia de la Unión»). El movimiento hindutva ha sido descrito como «casi fascista en su sentido más clásico», y se lo sitúa en un marco conceptual conflictivo de una mayoría social homogeneizada, que resulta en hegemonía cultural. Algunos disputan la etiqueta fascista y sugieren que hindutva ha sido una forma extrema de «conservadurismo» o «absolutismo étnico».
En 1995, la Corte Suprema de India definió el hindutva como «una forma de vida y no una religión».
El politólogo Cas Mudde sitúa a la ideología hindutva en la ultraderecha, destacando que es el ejemplo más perfecto de fusión entre nativismo y religión, al sustituir el hinduismo puramente religioso por una Hindu Rashtra («nación hindú») más nacionalista. También recuerda que Savarkar estaba muy influido por el fascismo europeo, y en particular por el nazismo, de ahí que sobre todo al principio el hindutva presentara rasgos racistas al referirse a la Arya (la raza hindú). Aunque las formaciones actuales pro-hindutva como el BJP y el RSS no se consideran a sí mismas ni racistas ni fascistas (al menos abiertamente) sí que se caracterizan por defender un nacionalismo hindú xenófobo, ya que ven a los no hindús, como los cristianos y los musulmanes (a los sijs y a los budistas los consideran integrantes de la fraternidad hindú), como amenazas a la nación hindú y como obstáculos a la instauración del Estado hindú (el Hindustán).